# Edward Bernds
Edward Bernds (12 de juliol de 1905 - 20 de maig de 2000) va ser un guionista i director estatunidenc, nascut a Chicago, Illinois.

## Carrera professionals
Mentre estava al seu primer any a Lake View High School, ell i diversos amics van formar una petita camarilla de ràdio i van obtenir llicències d'aficionats. A principis dels anys vint, els operadors amateurs tenien un prestigi considerable per tenir llicències de ràdio comercial, i Bernds estava en una bona posició per entrar a la radiodifusió quan es va graduar el 1923, any en què es van començar a establir emissores de ràdio per tot Chicago. Va trobar feina als 20 anys com a operador en cap a WENR de Chicago.
Quan es van començar a parlar de pel·lícules a finals dels anys vint, Bernds i operadors de difusió com ell es van traslladar a Hollywood per treballar com a tècnics de so "al cinema sonor". Després d'un breu període a United Artists, Bernds va dimitir i va treballar a Columbia Pictures, on va treballar com a enginyer de so en molts dels clàssics de Frank Capra als anys 30. Aviat es va establir com el millor tècnic de gravació de Columbia.

## Dirigint The Three Stooges
En Bernds volia ser director, però no va poder apropar-se al president de Columbia, Harry Cohn, sobre la reassignació. Frank Capra es va trobar amb Bernds un dia i li va prometre parlar amb Cohn aquella nit. Cohn, tot i que coneixia molt bé les habilitats de Bernds en el departament de so, va concedir de mala gana el desig de Bernds. La seva primera missió de director va ser un curt de servei públic que advertia al públic contra la difusió de rumors durant la guerra. Tant la pel·lícula com Bernds van rebre un elogi de Stanton Griffis del cos diplomàtic del govern, que va impressionar tant a Harry Cohn com al productor Hugh McCollum.
El 1945, Edward Bernds es va convertir en guionista i director de temes curts de comèdia de McCollum. El primer esforç de Bernds amb The Three Stooges va ser el poc brillant A Bird in the Head (1946), amb un malalt Curly Howard. Howard, de 41 anys, havia patit una sèrie d'ictus menors abans del rodatge; com a resultat, les seves actuacions cansades es van veure deteriorades per la lentitud en la parla i el temps. Tot i que Bernds inicialment estava emocionat de ser director, es va horroritzar quan es va adonar que Curly estava en tan mal estat (cosa que el cap curtmetratges de Columbia Jules White no li va dir a Bernds). Anys més tard, Bernds va parlar de la seva experiència difícil durant el rodatge de A Bird in the Head:
| « | Va ser un tracte molt dur per a un director novell novell tenir un Curly que no fos ell mateix. Jo havia vist Curly en el seu millor moment i el seu treball en aquesta pel·lícula no era gaire genial. L'escena del fons de pantalla va ser una agonia per dirigir a causa dels moviments físics necessaris per enrotllar el fons de pantalla i per reaccionar quan s'arrossegava sobre ell. Simplement no va funcionar. Com a director incipient, els meus plans es basaven a fer-ho tot en un pla agradable i net. Però quan vaig veure que les escenes no es reproduïen, vaig haver d'improvisar i utilitzar altres angles per fer-ho interpretar. Va ser l'escena de fons de pantalla que vam rodar primer, i durant les dues primeres hores de rodatge, em vaig adonar que teníem un problema amb Curly. | » |

En adonar-se que Curly ja no era capaç d'actuar amb la mateixa capacitat que abans, Bernds va idear maneres de cobrir la seva malaltia. Curly encara podria ser l'estrella, però l'acció es va allunyar del Stooge malalt. A A Bird in the Head, l'acció se centra més en el professor boig Panzer i Igor. Això va permetre a Curly mantenir una bona quantitat de temps davant de la pantalla sense haver de fer una gran aportació.
Bernds comentava sovint que ell i el cap de curtmetratges de Columbia Jules White mai s'havien portat bé. Com a resultat, Bernds temia que els seus dies de direcció s'acabessin tan aviat com comencés si Columbia llançava A Bird in the Head amb un Curly feble com a primera entrada. El productor Hugh McCollum va reorganitzar l'ordre de llançament i primer es va estrenar el superior Micro-Phonies (1945), assegurant-se la posició de director de Bernds. Bernds va lluitar amb tres pel·lícules addicionals, totes estrenades el 1946, (The Three Troubledoers, Monkey Businessmen i Three Little Pirates, amb Curly en diferents etapes de decadència) fins que el còmic va patir un ictus debilitant que va acabar amb la seva carrera. Quan Shemp Howard va substituir el seu germà Curly com a tercer Stooge, va donar una nova vida a les pel·lícules dels Stooges i va permetre a Bernds afegir un nou estil i enginy a les entremaliadures de l'equip.
El departament de curtmetratges de Columbia operava dues unitats, una dirigida per Jules White i l'altra per Hugh McCollum. Edward Bernds va treballar per a la unitat McCollum, col·laborant generalment en guions amb Elwood Ullman. Cada sèrie de Columbia va alternar entre les unitats White i McCollum, permetent a Bernds dirigir els altres còmics de Columbia: Shemp Howard, Hugh Herbert, Andy Clyde, Gus Schilling i Richard Lane, Joe Besser, Joe DeRita (aleshores un còmic en solitari; més tard es va unir als Three Stooges), Vera Vague, Wally Vernon i Eddie Quillan, Harry Von Zell i Billie Burke, entre d'altres. El 1948 Bernds va començar a dirigir llargmetratges, els seus primers esforços van ser les comèdies Blondie amb Penny Singleton i Arthur Lake.
Quan el departament de curtmetratges de Columbia es va reduir el 1952, Hugh McCollum va ser acomiadat i Bernds va renunciar voluntàriament, per lleialtat a McCollum.

## Anys posteriors
El 1951 Bernds va dirigir Gold Raiders, una comèdia i western de producció independent protagonitzada per l'estrella veterana de westerns George O'Brien i The Three Stooges. Això va portar a un assignament a l'estudi Allied Artists, dirigint pel·lícules d'acció protagonitzades per Stanley Clements, que al seu torn va portar a Bernds a la sèrie guanyadora d'Allied Artists protagonitzada per The Bowery Boys. Bernds va dirigir Leo Gorcey, Huntz Hall i companyia com si encara estigués treballant amb els Stooges; els esforços de Bernds a la sèrie tenen el contingut més slapstick.
Bernds té la distinció de rebre una nominació a l'Oscar per error. El 1956 l'Acadèmia el va nomenar a ell i al coguionista Elwood Ullman per la història de la pantalla de High Society. L'Acadèmia pretenia que la nominació fos pel musical de gran pressupost de Frank Sinatra-Bing Crosby. Bernds i Ullman van fer una pel·lícula l'any 1955 anomenada High Society però la seva era una funció de baix pressupost amb The Bowery Boys. De manera amable i voluntària, Bernds i Ullman van retirar la seva nominació, tot i que encara es manté en els llibres de rècords.
Bernds es va graduar en llargmetratges dramàtics a finals de la dècada de 1950, tot i que es va reunir amb els Three Stooges a la dècada de 1960 per als seus llargmetratges, i les parts d'acció en directe dels seus dibuixos animats de televisió a The New 3 Stooges ; a causa de la seva edat avançada (Moe i Larry ja tenien seixanta anys) i les limitacions de la televisió infantil, es va veure obligat a atenuar gran part de les bufetades. Ell i Ullman també van col·laborar en una funció d'Elvis Presley per a Allied Artists, Tickle Me. La seva obra més coneguda d'aquest període és sens dubte la pel·lícula de terror de 1959 Return of the Fly. Bernds també és conegut per dirigir les pel·lícules clàssiques de ciència-ficció de culte World Without End, Queen of Outer Space i Valle of the Dragons. Tot i que Bernds s'havia convertit en un director competent, va confessar que gaudia més de les seves comèdies de temàtica curta. Bernds es va retirar el 1965.
L'autobiografia de Bernds és "Mr. Bernds Goes to Hollywood," publicada l'any 1999. Detalla les etapes anteriors de la seva carrera abans que fos director. La carrera de director de Bernds es descriu a "The Columbia Comedy Shorts", publicat per primera vegada el 1986; Bernds va escriure el pròleg i es cita a tot arreu.
Sobrevivint a la majoria dels seus companys, Edward Bernds va morir pacíficament el 20 de maig de 2000 a Van Nuys, Califòrnia.

## Filmografia seleccionada
- Blondie's Secret (1948) (el seu primer llargmetratge com a director)
- Gasoline Alley (1951) (director i coguionista)
- Corky of Gasoline Alley (1951) (director i coguionista)
- Private Eyes (1953) (director i coguionista)
- Bowery to Bagdad (1955) (director i coguionista)
- Reform School Girl (1957) (director i escriptor)
- Joy Ride (1958) (director)
- Return of the Fly (1959) (director)